# فرانکر
فرانکر (به هلندی: Franeker) یک منطقهٔ مسکونی در هلند است که در فرانکرادیل واقع شده‌است. فرانکر ۱۲٬۷۸۱ نفر جمعیت دارد.